# Hilda Knobloch

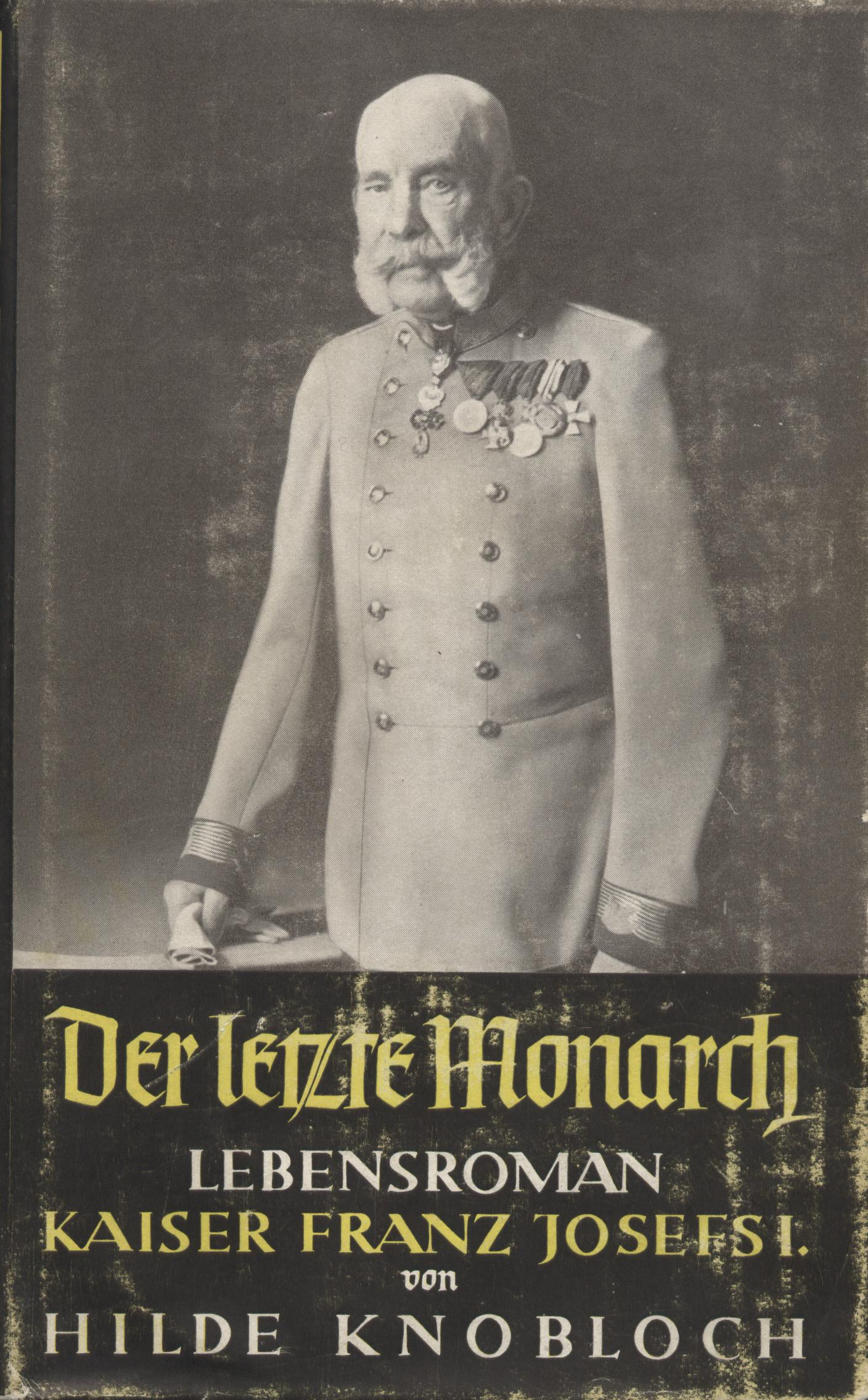
Buchcover eines Romans von Hilda Knobloch

Hilda Knobloch (* 21. Dezember 1880 in Marburg an der Drau; † 5. Februar 1960 in Graz) war eine österreichische Schriftstellerin. Für ihre Publikationen verwendete sie auch die Pseudonyme: „Knobloch Hans“, „Knobloch H.“, „Torthofer Hilda“ sowie „Torthofer H.“.

## Leben
Hilda Karolina Amalia Knobloch wurde 1880 in der untersteirischen Stadt Marburg (heute Maribor in Slowenien) geboren. Ihr Vater Gustav Knobloch unterrichtete als Lehrer an der örtlichen Staats-Oberrealschule, die Mutter Mathilde geborene Schram, war Hausfrau.
Hilda besuchte anfangs die Mädchen-Volksschule in Marburg. In der fünften Klasse lernte sie die gleichaltrige Margarete Glantschnigg kennen und teilte mit ihr die Schulbank. Die innige Freundschaft zwischen den beiden Mädchen sollte lebenslang Bestand haben. Mitte des Jahres 1891 übersiedelte die Familie Knobloch nach Wien. Hier besuchte Hilda die städtische Bürgerschule. In dieser Zeit kam sie als eifrige Theaterbesucherin auch mit der Bühnenwelt in Berührung. Im Jahre 1895 wurde der Vater als Realschuldirektor an seine frühere Wirkungsstätte zurückgerufen, infolgedessen kehrten die Eltern mit ihr nach Marburg zurück.
Bereits in Wien hatte Hilda Knobloch die Bürgerschule abgeschlossen. Hier in Marburg nahm sie Privatunterricht in Englisch und legte im Jahre 1901, ungeachtet einer schweren und langwierigen Erkrankung, die staatliche Prüfung zur Sprachlehrerin für Englisch ab. Nach der Pensionierung des Vaters übersiedelte die Familie 1907 nach Graz und bezog eine Wohnung am Schillerplatz. Hier begann Hilda Knobloch auf Anraten ihrer Freundin Margarete Glantschnigg mit dem Schreiben. Anfangs verfasste sie Zeitungsfeuilletons, später publizierte sie auch Romane, Erzählungen, Kurzgeschichten und Gedichte in Kinder- und Jugendzeitschriften.
Zum 1. Mai 1938 trat sie der NSDAP bei (Mitgliedsnummer 6.298.319).

## Werke (in Auswahl)
- Die Judasglocke. Drama. (1918)
- Die Liebeschronik Seiner Durchlaucht. Roman. (1926)
- Der Pfarrer von Lehen. Novellen. (1926)
- Der tausendjährige Tag. Roman. (1927)
- Der heilige Vinzenz von Paul. Legende. (1934)
- Der fahrende Schüler. Roman. (1935)
- Der heilige Ignatius von Loyola. Legende. (1936)
- Sankt Notburga. Legende. (1938)
- Der Schicksalsberg. Roman. (1938)
- Die heilige Genoveva. Legende. (1940)
- Sankt Katharina. Legende. (ca. 1940)
- Der Feuergeist. Roman. (1941)
- Die allwissenden Augen. Roman. (1944)
- Maria Theresia. Roman. (1946)
- Die sprechende Uhr. Roman. (1946)
- Zwischen Gott und Dämon. Roman. (1946)
- Der Dom. Roman. (1947)
- Die große Verwandlung. Roman. (1948)
- Der letzte Monarch. Roman. (1949)
- Der Robinson unseres Waldes. Roman. (1949)
- Aji. Roman. (1951)
- Ein Kaiser will Frieden. Roman. (1951)
- Der weise Papagei. Jugendbuch. (1952)
- Der Elefant Burubu und seine Freundin. Jugendbuch. (1953)
- Farben und Frauen. Roman. (1953)
- Das Hündlein des Pharao. Jugendbuch. (1953)
- Susi, die Bergziege. Jugendbuch. (1953)
- Der Kuß der Fürstin. Roman. (1954)
- Tanz der Kronen. Roman. (1954)
- Unter der Teufelsfichte. Roman. (1954)
- Der Wunderbaum im Urwald. Jugendbuch. (1954)
- Die strengen Berge. Jugendbuch. (1955)
- Das Mädchen vom Wildbad. Roman. (1955)
- Butzemann, der Mops des Herzogs von Württemberg. Jugendbuch (1955)
- Der Schicksalsmacher. Roman. (1956)
- Alle Welt sucht Aladin. Jugendbuch. (1956)
- Der Esel vom Vesuv. Jugendbuch. (1957)
- Hackebold, der klügste aller Vögel. Jugendbuch. (1958)
- Die Mutter vieler tausend Kinder. Jugendbuch. (1958)
- Wohin geht Lori ? Mädchenbuch. (1958)
- Eva-Violetta. Mädchenbuch. (1959)
- Petra und der Tierdoktor. Jugendbuch (1959)

## Auszeichnungen
- 1957 Peter-Rosegger-Preis